# Броди (гміна, Жарський повіт)
Гміна Броди (пол. Gmina Brody) — місько-сільська гміна у північно-західній Польщі. Належить до Жарського повіту Любуського воєводства.
Станом на 31 грудня 2011 у гміні проживало 3576 осіб.

## Площа
Згідно з даними за 2007 рік площа гміни становила 240.36 км², у тому числі:
- орні землі: 26.00%
- ліси: 64.00%

Таким чином, площа гміни становить 17.25% площі повіту.

## Населення
Станом на 31 грудня 2011:
| Опис     | Загалом | Загалом | Чоловіки | Чоловіки | Жінки | Жінки |
| -------- | ------- | ------- | -------- | -------- | ----- | ----- |
| одиниця  | осіб    | %       | осіб     | %        | осіб  | %     |
| все      | 3576    | 100     | 1780     | 49.78    | 1796  | 50.22 |
| міське   | 0       | 100     | 0        |          | 0     |       |
| сільське | 3576    | 100     | 1780     | 49.78    | 1796  | 50.22 |

## Сусідні гміни
Гміна Броди межує з такими гмінами: Ґубін, Любсько, Тупліце, Тшебель.